# Oriyaskrift

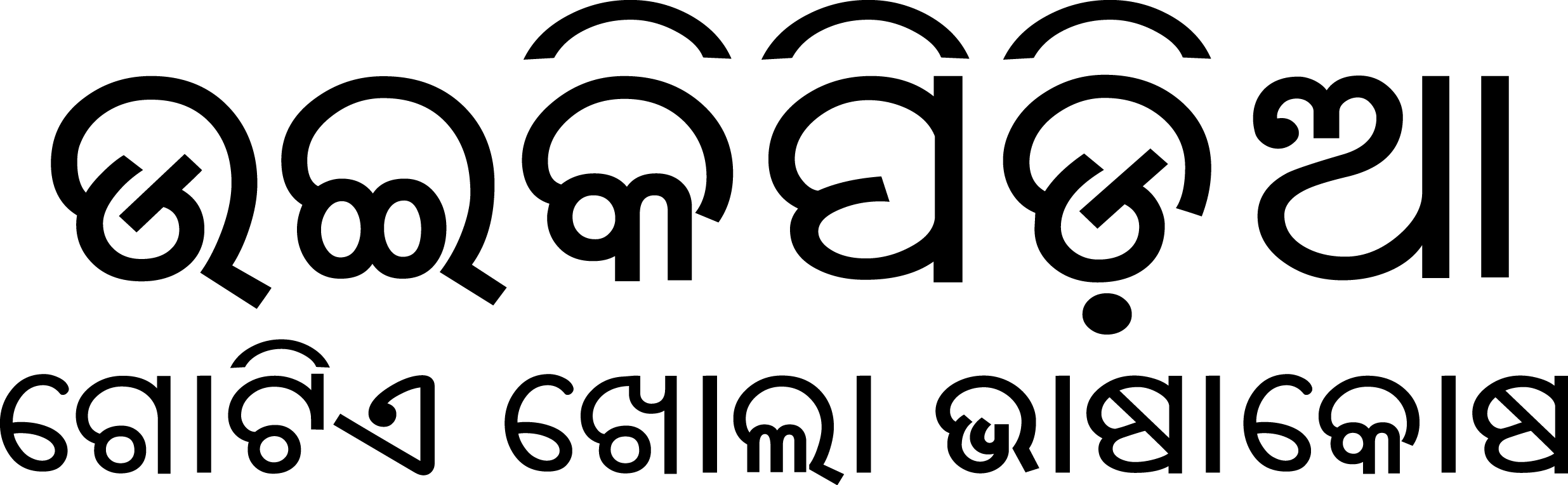
"Wikipedia: Den fria encyklopedin" skrivet på oriya.

Oriyaskrift (oriya: ଓଡ଼ିଆ ଲିପି, oṛiā lipi, ଉତ୍କଳ ଲିପି utkaḷa lipi eller ଉତ୍କଳାକ୍ଷର utkaḷāṣara) avser det skriftsystem som används för att skriva oriya. Andra språk som kan skrivas med samma skriftsystem är bland annat pali, sanskrit, ho, santhali och sora.

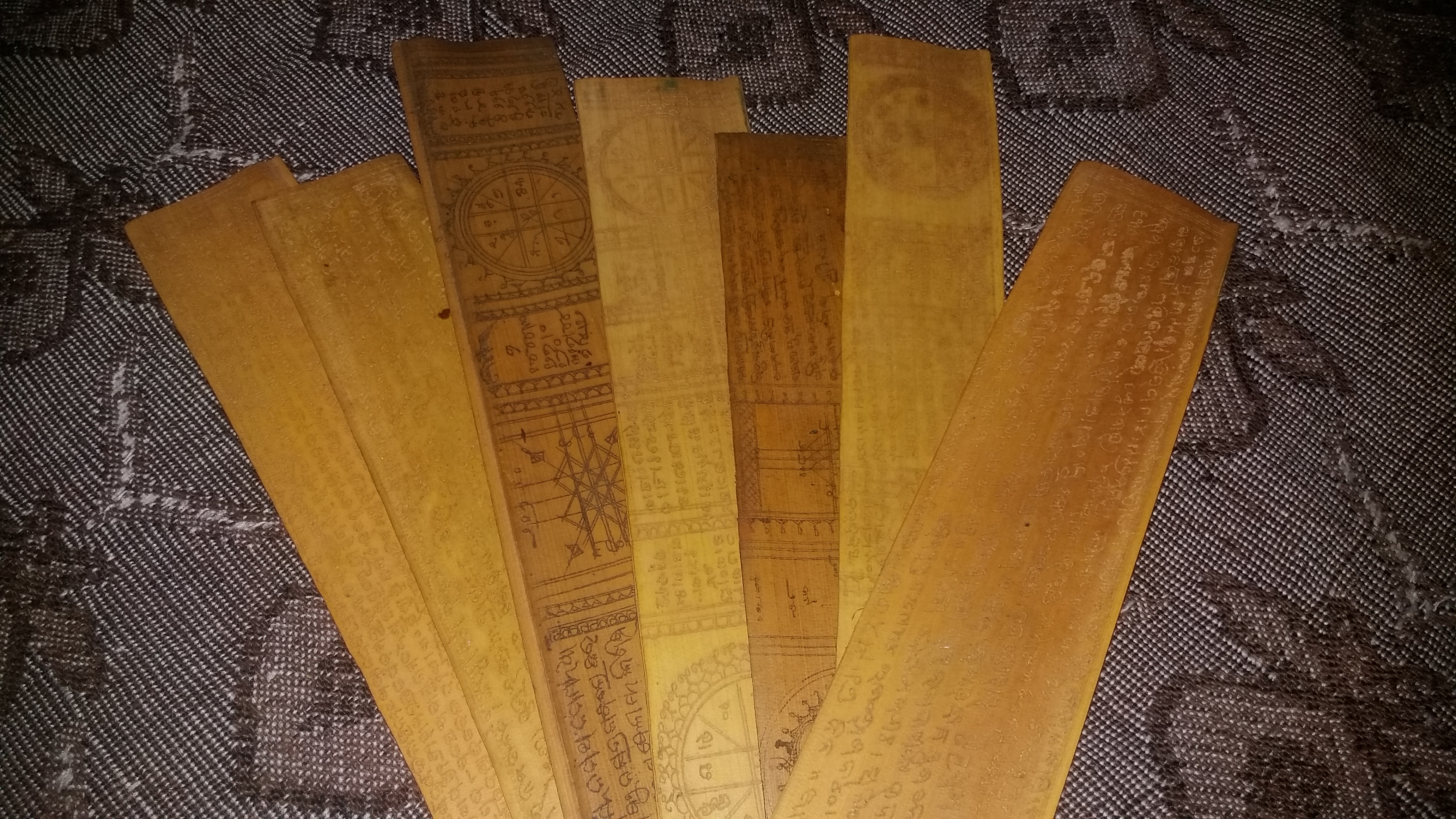
Oriyaskrift på palmblad

Skriften skrivs från vänster till höger liksom många andra skrifter från Indien. Oriyaskriften är en abugida. Detta betyder att tecken (oriya: akṣara) består av konsonant och vokal. Vokalen i tecken redigeras med olika diakritiska tecken. Självständiga vokaler är möjliga. Linjerna i skriften är runda eftersom oriya traditionellt har skrivits på ett palmblad istället för på papper. Att skriva på palmblad är fortfarande en uppskattad konstform i Odisha..
Till skillnad för t.ex. devanagari finns det ingen rak horisontal linje på tecken som binder tecknen till ord. Vinklar, såsom är typiska i bl.a. bengalialfabetet, finns inte i oriyaskriften..
Tillsammans finns det 64 tecken på skriftsystemet.
I alla konsonanttecken finns det en inherent vokal [a] som kan tystnas med halanta, ett litet streck under tecken där det finns ingen vokal alls. Detta användas först och främst att skriva konsonantkluster..

## Historia

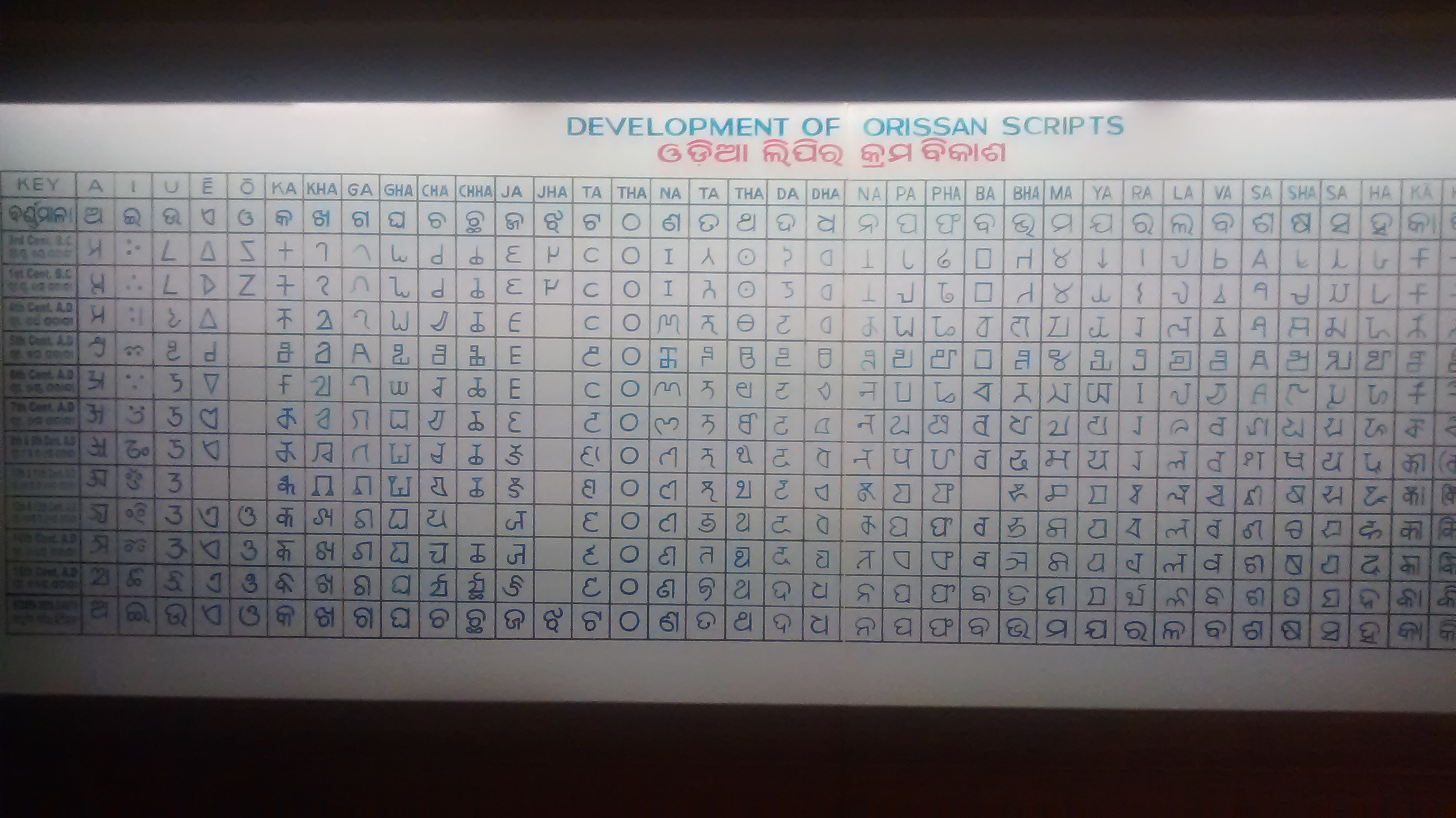
Affisch som avbildar skriftens evolution.

Såsom många andra skriftsystem i Indien, är oriyaskriftens ursprung också i brahmiskriften som utvecklades på 200-talet f.Kr..
Oriya skrevs för första gången på 1050-talet på kalingaskrift som fungerade som förebild till oriyaskrift.
Skriftsystemets historia kan delas i fyra olika perioder:
- Proto-oriya (ca 600–800-talet)
- Medeltida oriya (ca 900–1100-talet)
- Övergångsperiod (ca 1100–1300-talet)
- Moderna oriya (ca 1300–1500-talet)

På 1100-talet började oriyaskriften skilja sig från bengalialfabetet och maithiliskriften.
Under den moderna perioden, då papper började användas, utformades det en ny skrift som passade bättre på papper. Det så kallade karani-system är mer kursiv än traditionella oriyaskriften och används nästan enbart bland administratörer.. Vid sidan av karani använde brahminklassen det också brahmani-system i mestadels religiös kontext.
Boktryckerit med oriyaskriften börjades i 1803 av brittiska missionärer.

## Konsonanter
Konsonanter presenteras oftast med vokalen a.
| Tecken | Lat. | Uttal |
| ------ | ---- | ----- |
| କ      | ka   | [k]   |
| ଖ      | kha  | [kʰ]  |
| ଗ      | ga   | [g]   |
| ଘ      | gha  | [gʱ]  |
| ଙ      | ṅa   | [ŋ]   |
| ଚ      | ca   | [tʃ]  |
| ଛ      | cha  | [tʃʰ] |
| ଜ      | ja   | [dʒ]  |
| ଝ      | jha  | [dʒʱ] |
| ଞ      | ña   | [ɲ]   |

| Tecken | Lat. | Uttal |
| ------ | ---- | ----- |
| ଟ      | ṭa   | [ʈ]   |
| ଠ      | ṭha  | [ʈʰ]  |
| ଡ      | ḍa   | [ɖ]   |
| ଢ      | ḍha  | [ɖʱ]  |
| ଣ      | ṇa   | [ɳ]   |
| ତ      | ta   | [t]   |
| ଥ      | tha  | [tʰ]  |
| ଦ      | da   | [d]   |
| ଧ      | dha  | [dʱ]  |
| ନ      | na   | [n]   |

| Tecken | Lat. | Uttal |
| ------ | ---- | ----- |
| ପ      | pa   | [p]   |
| ଫ      | pha  | [pʰ]  |
| ବ      | ba   | [b]   |
| ଵ      | va   | [v]   |
| ଭ      | bha  | [bʱ]  |
| ମ      | ma   | [m]   |
| ଯ      | ya   | [dʒ]  |
| ୟ      | ẏa   | [j]   |
| ର      | ra   | [r]   |
| ଳ      | ḷa   | [ɭ]   |

| Tecken | Lat. | Uttal |
| ------ | ---- | ----- |
| ଲ      | la   | [l]   |
| ଶ      | śa   | [s]   |
| ଷ      | ṣa   | [s]   |
| ସ      | sa   | [s]   |
| ହ      | ha   | [h]   |

Källa:

## Vokaler
| Isolat | Med tecken କ | Lat. | Uttal |
| ------ | ------------ | ---- | ----- |
| ଅ      | କ            | a    | [ɔ]   |
| ଆ      | କା            | ā    | [aː]  |
| ଇ      | କି            | i    | [i]   |
| ଈ      | କୀ            | ī    | [iː]  |
| ଉ      | କୁ            | u    | [u]   |
| ଊ      | କୂ            | ū    | [uː]  |
| ଋ      | କୃ            | r̥    | [ru]  |

| Isolat | Med tecken କ | Lat. | Uttal |
| ------ | ------------ | ---- | ----- |
| ୠ      | କୄ            | r̥̄    | –     |
| ଌ      | କୢ            | l̥    | –     |
| ୡ      | କୣ            | l̥̄    | –     |
| ଏ      | କେ            | e    | [eː]  |
| ଐ      | କୈ            | ai   | [ɔi̯]  |
| ଓ      | କୋ            | o    | [ɔ]   |
| ଔ      | କୌ            | au   | [ɔu̯]  |

Källa:

## Övriga tecken
Isshar (୰) är ett specialtecken som är unikt för oriyaskriften. Tecknet används framför ett namn på avlidna personer.

### Numeraler
| Arabisk numeral | 0     | 1  | 2    | 3    | 4    | 5     | 6     | 7    | 8    | 9    |
| --------------- | ----- | -- | ---- | ---- | ---- | ----- | ----- | ---- | ---- | ---- |
| Odiya numeral   | ୦     | ୧  | ୨    | ୩    | ୪    | ୫     | ୬     | ୭    | ୮    | ୯    |
| Namn på oriya   | ଶୂନ୍ୟ   | ଏକ | ଦୁଇ   | ତିନି   | ଚାରି   | ପାଞ୍ଚ   | ଛଅ    | ସାତ   | ଆଠ   | ନଅ   |
| Uttal           | śunya | ek | du'i | tini | cāri | pāñca | cha'a | sāta | āțha | na'a |

Källa: